# Jens Allers
Jens Allers (* 15. August 1974) ist ein ehemaliger deutscher American-Football-Spieler.

## Laufbahn
Ab 1991 spielte Allers bei den Bahrenfeld Patriots, er wechselte dann zu den Hamburg Wild Huskies. Allers stand von 1998 bis 2004 in Diensten der Hamburg Blue Devils. 2001, 2002 und 2003 gewann er mit der Mannschaft die deutsche Meisterschaft sowie 1998 den Eurobowl. Ihm gelang der Sprung in die NFL Europe: In den Spielzeiten 1999 und 2000 war der auf der Position Defensive Tackle eingesetzte, 1,97 Meter große Allers Mannschaftsmitglied der Frankfurt Galaxy. Er bestritt insgesamt neun Spiele in der NFL Europe. 1999 gehörte er zum Kader der Frankfurter, der den World Bowl gewann.
Allers war deutscher Nationalspieler, bei der Europameisterschaft 2001 gewann er mit der Auswahl des American Football Verband Deutschlandes (AFVD) den Titel.
2007 schloss er sich dem Zweitligisten Hamburg Eagles an.